# Beker van Nederland (tafeltennis)
De strijd om de nationale beker in het Nederlandse tafeltennis is een toernooi dat de NTTB sinds 1980 voor zowel de mannen als vrouwen organiseert. Hieraan nemen tafeltennisteams uit verschillende Nederlandse divisies deel, los van de competitiewedstrijden.
De nationale beker werd met ingang van 2001 afgeschaft, maar in 2005 opnieuw op de agenda gezet.
Sinds 2014 is het toernooi gesplitst in een toernooi voor eredivisieteams, de Eredivisiecup, en een toernooi voor overige teams. 

## Bekerwinnaars

### Mannen
| - 1980 Tempo-Team (Amsterdam) - 1981 De Veluwe (Apeldoorn) - 1982 De Veluwe (Apeldoorn) - 1983 De Veluwe (Apeldoorn) - 1984 De Veluwe (Apeldoorn) - 1985 De Blaeuwe Werelt (Apeldoorn) - 1986 De Blaeuwe Werelt (Apeldoorn) - 1987 L. en T. (Eindhoven) - 1988 De Blaeuwe Werelt (Apeldoorn) - 1989 Amsterdam '78 (Amsterdam) - 1990 De Blaeuwe Werelt (Apeldoorn) - 1991 Avanti (Hazerswoude-Dorp) - 1992 De Blaeuwe Werelt (Apeldoorn) - 1993 De Blaeuwe Werelt (Apeldoorn) - 1994 Sloun Interieur (Buchten) - 1995 Sloun Interieur (Buchten) - 1996 FVT Visser (Rotterdam) - 1997 FVT Visser (Rotterdam) - 1998 FVT Visser (Rotterdam) - 1999 FVT Visser (Rotterdam) - 2000 Arboned/Westa (Wessem) - 2001 niet gespeeld - 2002 niet gespeeld - 2003 niet gespeeld - 2004 niet gespeeld - 2005 Re/Max Hendrix (Buchten) - 2006/07 AA-Drink/FVT (Rotterdam)* - 2008 AA-Drink/FVT (Rotterdam) - 2009 AA-Drink/FVT (Rotterdam) - 2010 Wijzenbeek Westa (Wessem) - 2011 AA-Drink/FVT (Rotterdam) - 2012 PayPro.nl/DTK'70 (Klazienaveen) - 2013 Enjoy & Deploy Taverzo (Zoetermeer) |

Eredivisiecup
- 2014 FvT Visser-Van der Ham (Rotterdam)
- 2015 Enjoy & Deploy Taverzo (Zoetermeer)[2]
- 2016 Enjoy & Deploy Taverzo (Zoetermeer)
- 2017 Itass DTK'70 (Klazienaveen)
- 2018 Itass DTK'70 (Klazienaveen)

NTTB Beker
- 2014 Salamanders (Wateringen)
- 2015 Scyedam (Schiedam)
- 2016 TTC Middelburg
- 2017 SKF (Veenendaal)
- 2018 DeBoer Taverzo (Zoetermeer)

### Vrouwen
| - 1980 Hoonhorst (Hoonhorst) - 1981 Sint Aloysius (Graauw) - 1982 Torenstad (Zutphen) - 1983 Torenstad (Zutphen) - 1984 Torenstad (Zutphen) - 1985 Tempo-Team (Amsterdam) - 1986 Shot-W (Wageningen) - 1987 Irene (Tilburg) - 1988 Megacles (Weert) - 1989 Comtest/Scylla (Leiden) - 1990 Megacles (Weert) - 1991 HOI Opleidingen (Den Helder) - 1992 HOI Opleidingen (Den Helder) - 1993 HOI Opleidingen (Den Helder) - 1994 Haka/De Treffers (Klazienaveen) - 1995 HOI Opleidingen (Den Helder) - 1996 HOI Opleidingen (Den Helder) - 1997 ROC Noordkop (Den Helder) - 1998 ROC Noordkop (Den Helder) - 1999 Schoonderbeek/DTK'70 (Klazienaveen) - 2000 NAK/Den Helder (Den Helder) - 2001 niet gespeeld - 2002 niet gespeeld - 2003 niet gespeeld - 2004 niet gespeeld - 2005 Bonnema/Westa (Wessem) - 2006/07 NAK/Den Helder - 2008 Bonnema/Westa (Wessem) - 2009 Dozy Den Helder/Noordkop - 2010 Dozy Den Helder/Noordkop - 2011 Dozy Den Helder/Noordkop - 2012 Dozy Den Helder/Noordkop - 2013 Dozy Den Helder/Noordkop |

Eredivisiecup
- 2014 Dozy Den Helder/Noordkop
- 2015 Dozy Den Helder/Noordkop
- 2016 Dozy Den Helder/Noordkop
- 2017 Dozy Den Helder/Noordkop
- 2018 Dozy Den Helder/Noordkop

NTTB Beker
- 2014 Enjoy & Deploy Taverzo (Zoetermeer)
- 2015 Scyedam (Schiedam)
- 2016 niet gespeeld
- 2017 Tanaka (Etten-Leur)
- 2018 DeBoer Taverzo (Zoetermeer)

Gedurende seizoen 2006/2007 werden de bekerwedstrijden verdeeld over het hele seizoen.